# 硬化年代学
硬化年代学（Sclerochronology）主要研究无脊椎动物和珊瑚红藻增生硬组织的物理和化学变化以及所形成的时间背景，在海洋古气候学的研究中特别有用。该术语是1974年 克努特森（Knutson）和巴德梅尔（Buddemeier）在核试验环礁进行的开创性研究基础上提出的，由三个希腊语单词“硬”（skleros）、“时间”（chronos）和“科学”（logos）所构成，合在一起是指代利用生物体的坚硬部分来排序事件时间，因此，它隶属于地层学的一个分支。硬化年代学主要关注反映年、月、双周、潮汐、天和昼夜（日节律）内等时间中的生长模式。
规律的时间变化是由生物钟控制，反过来，生物钟又受环境和天文的调节作用所引导。 
常见的事例包括造礁珊瑚骨架中每年增长的环带，或软体动物贝壳中每年、双周、每日和昼夜的生长增量，以及鱼类耳骨中被称为耳石的年度性结石。硬化年代学类似于研究树木年轮的树轮年代学，也同样试图推断出生物的生命史特征并穿越时空重建环境和气候变化史记录。
研究各类生物群硬体的硬化年代学现在常被用于古海洋和古气候重建，该研究包括同位素和元素替代物，有时称为硬化化学。
成像技术的改进现在已实现了以每日分辨率来解读珊瑚环带的潜力，尽管生物“活力”效应在如此高的分辨率下可能会模糊气候信号。

## 另请查看
- 古海洋学